# Steffi Nerius
Stefanie (Steffi) Nerius (Bergen auf Rügen, 1 juli 1972) is een voormalige Duitse speerwerpster. Ze werd wereldkampioene, Europees kampioene en meervoudig Duits kampioene in deze discipline. Achter haar landgenote Christina Obergföll was zij lange tijd de op één na beste speerwerpster van Duitsland. In totaal nam ze viermaal deel aan de Olympische Spelen, wat haar eenmaal een zilveren medaille opleverde.

## Biografie

### Jeugd
Steffi Nerius speelde volleybal op school en werd met het team van Dynamo Saßnitz Oost-Duits studentenkampioen. Aangezien ze echter te klein was om hier echt carrière in te kunnen maken, schakelde ze over op atletiek, waarvoor tot 1986 de basis werd gelegd bij SG Empor Sassnitz, onder leiding van trainer Günter Piniak. Van 1987 tot 1991 ontwikkelde zij zich vervolgens eerst verder bij SC Empor Rostock en daarna bij TSV Bayer 04 Leverkusen. De speerwerptechniek leerde zij echter van haar moeder, zelf een voormalige speerwerpster. Haar eerste internationale succes behaalde ze in 1991 met een derde plaats op de Europese kampioenschappen voor junioren in het Griekse Thessaloniki.

### Olympische resultaten
Nerius maakte in 1996 haar olympisch debuut door deel te nemen aan het speerwerpen tijdens de Olympische Spelen van 1996 in Atlanta. Ze werd er negende. Vier jaar later slaagde zij er op haar tweede Olympische Spelen in Sydney in om al veel dichter bij het erepodium te komen. Met haar beste worp van 64,84 m bleef zij daar een kleine anderhalve meter bij vandaan en werd vierde. Op de Olympische Spelen van 2004 in Athene volgde haar meest succesvolle olympisch optreden. Met een beste poging van 65,82 veroverde zij er de zilveren medaille achter de Cubaanse Osleidys Menéndez (goud; 71,53). De Griekse Mirela Maniani won er het brons met 64,29. Op de Olympische Spelen van 2008 in Peking werd ze vijfde.

### Goud op EK en WK
Haar eerste gouden medaille op een groot internationaal toernooi veroverde Steffi Nerius in 2006 op de Europese kampioenschappen in Göteborg. Met 65,82 bleef zij de Tsjechische Barbora Špotáková, die tot 65,64 kwam, net voor. Drie jaar later leverde zij op de wereldkampioenschappen in haar eigen land, Berlijn, haar beste prestatie door met 67,30 de wereldtitel in de wacht te slepen. Tot dan toe was zij op zes eerdere WK's niet verder gekomen dan driemaal een derde plaats.
Kort na dit succes kondigde Nerius aan dat zij een punt zette achter haar atletiekcarrière.
Steffi Nerius is een gediplomeerd sportlerares en werkt op haar sportclub met gehandicapten. In 2004 gingen twee van haar pupillen naar de Paralympische Spelen. Zij is aangesloten bij TSV Bayer 04 Leverkusen.

## Titels
- Wereldkampioene speerwerpen - 2009
- Europees kampioene speerwerpen - 2006
- Duits kampioene speerwerpen - 2001, 2003, 2004, 2005, 2006

## Persoonlijke records
| Onderdeel   | Prestatie | Datum            | Plaats |
| ----------- | --------- | ---------------- | ------ |
| speerwerpen | 68,34 m   | 31 augustus 2008 | Elstal |

## Prestaties

### speerwerpen
Kampioenschappen
- 1991:  EK junioren - 54,60 m
- 1992: 6e Wereldbeker - 56,24 m
- 1993: 9e WK - 60,26 m
- 1995: 11e WK - 56,50 m
- 1996: 9e OS - 60,20 m (in kwal. 60,98 m)
- 1996:  Grand Prix Finale - 65,76 m
- 1998: 8e Grand Prix Finale - 61,78 m
- 2000: 4e OS - 64,84 m (in kwal. 65,76 m)
- 2000: 5e Grand Prix Finale - 62,84 m
- 2001: 5e WK - 62,08 m
- 2002:  EK - 64,09 m
- 2002: 4e Grand Prix Finale - 62,01 m
- 2002: 4e Wereldbeker - 57,81 m
- 2003:  WK - 62,70 m
- 2003:  Europese beker - 62,50 m
- 2003:  Wereldatletiekfinale - 64,25 m
- 2004:  OS - 65,82 m
- 2004:  Wereldatletiekfinale - 61,16 m
- 2004:  Europese beker - 62,80 m
- 2005:  Europese Winterbeker - 61,01 m
- 2005:  Europacup - 64,59 m
- 2005:  WK - 65,96 m
- 2005:  Wereldatletiekfinale - 66,35 m
- 2006:  EK - 65,82 m
- 2006:  Wereldatletiekfinale - 65,06 m
- 2006:  Wereldbeker - 63,37 m
- 2007:  Europese Winterbeker - 63,14 m
- 2007:  WK - 64,42 m
- 2007:  Wereldatletiekfinale - 64,90 m
- 2008: 5e OS - 65,29 m
- 2008:  Wereldatletiekfinale - 62,78 m
- 2009:  WK - 67,30 m

Golden League-podiumplaatsen
- 1998:  Weltklasse Zürich - 66,43 m
- 2002:  Golden Gala - 61,30 m
- 2002:  Herculis - 63,40 m
- 2002:  Weltklasse Zürich - 61,55 m
- 2003:  Memorial Van Damme - 60,68 m
- 2004:  ISTAF - 65,60 m
- 2006:  ISTAF - 64,22 m
- 2007:  ISTAF - 64,49 m

1983 Tiina Lillak ·
1987 Fatima Whitbread ·
1991 Xu Demei ·
1993 Trine Hattestad ·
1995 Natalja Sjykolenko ·
1997 Trine Hattestad ·
1999 Mirela Maniani ·
2001 Osleidys Menéndez ·
2003 Mirela Maniani ·
2005 Osleidys Menéndez ·
2007 Barbora Špotáková ·
2009 Steffi Nerius ·
2011 Barbora Špotáková ·
2013 Christina Obergföll ·
2015 Katharina Molitor ·
2017 Barbora Špotáková ·
2019 Kelsey-Lee Barber ·
2022 Kelsey-Lee Barber ·
2023 Haruka Kitaguchi
- Gemeinsame Normdatei: 1015282962
- World Athletics: 14279041
- International Standard Name Identifier: 0000 0003 5603 7315
- Virtual International Authority File: 174908145
- WorldCat: E39PBJfX63VfmG9ybyMcbgfjG3